# 815 Coppelia
815 Coppelia eller 1916 YUär en asteroid i huvudbältet, som upptäcktes den 2 februari 1916 av den tyske astronomen Max Wolf. Asteroiden namngavs senare efter Coppélia, en fransk balett som hade urpremiär på dåvarande Parisoperan 1870.
Coppelia senaste periheliepassage skedde den 2 januari 2020.[Uppdatering behövs] Dess rotationstid har beräknats till 4,42 timmar.